# Сейсмическое воздействие
Сейсмическое воздействие — колебательное движение грунта, вызванное природными или техногенными факторами и вызывающее движение или деформации зданий и сооружений. Основными природными причинами сейсмических воздействий являются слабые и сильные землетрясения, разгрузка механических напряжений блоков земной коры, приливно-отливная деятельность, ураганы. Под техногенными факторами понимаются промышленные взрывы, движение транспорта, работа промышленного оборудования, разработка месторождений полезных ископаемых. 

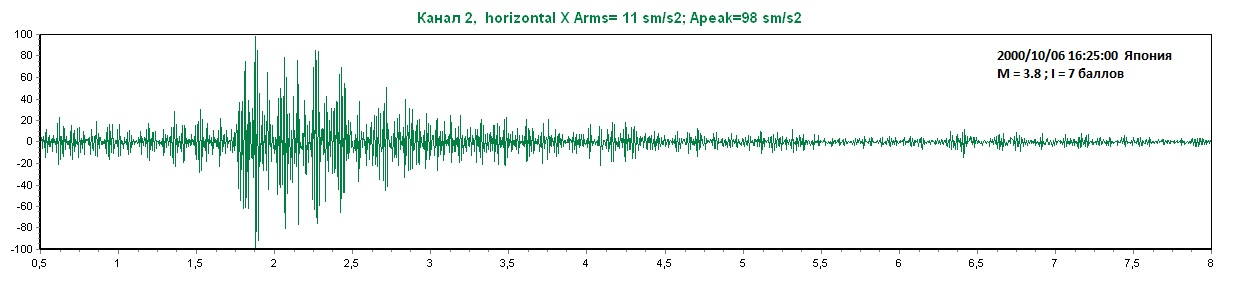
Акслерограмма землетрясения

В России интенсивность сейсмических воздействий измеряется в баллах (1—12) по шкале MSK-64. Также к 12-балльной шкале приурочены пиковые амплитуды горизонтальной компоненты ускорения AMAX сейсмических воздействий. Прибавление одного балла к интенсивности сейсмического воздействия означает удвоение пиковой амплитуды ускорения. Дробные значения интенсивности не используются из-за нелинейности макросейсмической балльной шкалы.
| Баллы       | 6  | 7   | 8   | 9   | 10  |
| AMAX, см/с2 | 50 | 100 | 200 | 400 | 800 |

Оценка количественных показателей сейсмических воздействий выполняется для заданного периода их повторяемости и выражается или в баллах или в количественных параметрах колебательных движений — скорости, ускорения или смещения. Результаты таких расчётов представляются в виде акслерограмм, велосиграмм или сейсмограмм, а также их спектрально-амплитудных параметров — пиковых значений, частот, оценок длительности колебаний.